# Клиж
Клиж (пол. Kłyż) — село в Польщі, у гміні Жабно Тарновського повіту Малопольського воєводства.
Населення — 356 осіб (2011).
У 1975-1998 роках село належало до Тарновського воєводства.

## Демографія
Демографічна структура станом на 31 березня 2011 року:
|          | Загалом | Допрацездатний вік | Працездатний вік | Постпрацездатний вік |
| -------- | ------- | ------------------ | ---------------- | -------------------- |
| Чоловіки | 168     | 45                 | 102              | 21                   |
| Жінки    | 188     | 32                 | 105              | 51                   |
| Разом    | 356     | 77                 | 207              | 72                   |